# Стрела (Парма)
Стрела (итал. Strela) је насеље у Италији у округу Парма, региону Емилија-Ромања.
Према процени из 2011. у насељу је живело 101 становника. Насеље се налази на надморској висини од 620 м.